# Paul Robert Morgan
Paul Robert Morgan (* 10. April 1962) ist ein australischer Badmintonspieler.

## Karriere
Paul Morgan nahm 1982 an den Commonwealth Games teil, wo er mit dem australischen Team Bronze gewinnen konnte. Bei derselben Veranstaltung stand er im Mixed in der dritten und im Doppel in der zweiten Runde. 1983 startete er in der Whyte Trophy.